# Västra Spjuttjärnen
Västra Spjuttjärnen är en sjö i Arvika kommun i Värmland och ingår i Göta älvs huvudavrinningsområde.